# 장진영 (변호사)
장진영(張眞榮, 1971년 6월 30일 ~ )은 대한민국의 변호사, 정당인이다.

## 생애
본관은 목천(木川)이며, 서울 출생이다. 1994년 서강대학교 법과대학(법학과)을 나왔으며, 2004년 제46회 사법시험에 합격한 뒤 변호사로 활동했다.
LG카드(現 신한카드)의 일방적인 항공 마일리지 제공기준 변경 무효 소송에서 승소하는 등 소비자 권리 관련 소송을 많이 다뤘다. 이후 SBS TV 프로그램 《TV로펌 솔로몬》, MBC TV 프로그램 《무한도전》, KBS TV 프로그램 《의뢰인 K》 등 TV 방송에 출연하며 TV 프로그램 진행 패널로 알려졌다.
대한변호사협회 사무위원 겸 대변인 등을 역임하고, 천정배 신당에 합류하여 국민회의 상임당무위원 겸 대변인 등을 거쳐 국민의당 당무위원 겸 대변인 등을 지냈다. 2016년 20대 총선에서 국민의당 서울 동작구 국회의원 후보로 공천되었으나 낙선하였다.
2017년 8월 27일 국민의당 전당대회에서 수석최고위원 겸 당무위원으로 선출되었다.
2018년 5월 바른미래당의 안철수 서울시장 후보 전략공천에 "안 위원장의 공정사회가 안 위원장 자신에게는 적용되지 않는 립서비스라는 것이 확인되었다."라며 비난하였다.
2024년 제22대 국회의원 선거에서 국민의힘 동작구 갑 후보로 공천되었다.

## 학력
- 서울남사국민학교 졸업
- 남성중학교 졸업
- 성보고등학교 졸업
- 서강대학교 사회과학대학 법학 학사

## 경력
- 2004년 : 제46회 사법시험 합격
- 2007년 : 제36기 사법연수원 수료
- 1996년 1월 ~ 2000년 4월 아시아나항공 재직
- 2004년 7월 ~ 2004년 12월 : 코오롱 법무팀
- 2007년 1월 ~ 2009년 5월 : 법무법인 서린 변호사
- 2008년 : 한국소비자단체협의회 자율분쟁 조정위원
- 2009년 2월 ~ 2011년 2월 : 제45대 대한변호사협회 대변인
- 2009년 5월 : 서일법률사무소 변호사
- 2010년 10월 : 법무법인 강호 변호사
- 2012년 3월 ~ 2013년 3월 : 디도스 특별검사 수사팀 특별수사관
- 2012년 9월 : 서강대학교 법학전문대학원 겸임교수
- 2012년 9월 ~ 2014년 6월 : 경제정의실천시민연합 소비자정의센터 운영위원장
- 2016년 2월 : 국민의당 대변인
- 2016년 5월 ~ 2018년 2월: 국민의당 서울특별시당 동작구 을 지역위원회 위원장
- 2017년 : 국민의당 문자피해대책TF 단장
- 2017년 8월 ~ 2018년 2월 : 국민의당 최고위원
- 2018년 2월 ~ 2018년 6월 : 바른미래당 서울특별시당 동작구 을 지역위원회 위원장
- 2018년 : 바른미래당 미투법률지원단 단장
- 2018년 : 바른미래당 아파트특별위원회 공동위원장
- 2019년 3월 ~ 2020년 1월 : 바른미래당 서울특별시당 동작구 을 지역위원회 위원장
- 2019년 5월 ~ 2020년 1월 : 바른미래당 손학규 당대표 비서실장
- 2020년 2월 ~ 2020년 9월 : 미래통합당 서울특별시당 동작구 갑 당원협의회 위원장
- 2020년 9월 ~: 국민의힘 서울특별시당 동작구 갑 당원협의회 위원장
- 국민의힘 서울특별시당 아파트 및 부동산 대책위원회 위원장
- 2020년 10월 : 국민의힘 약자와의 동행 위원회 국민동행분과 위원
- 2021년 3월 ~ 2021년 4월: 국민의힘 2021년 재보궐선거 서울특별시장 보궐선거 선거대책위원회 조직본부 1본부 아파트 및 부동산 대책위원회 위원장
- 2025년 2월~: 국민의힘 중앙연수원 부원장 겸 중앙연수위원회 부위원장

## 저서
- 《법은 밥이다》(2010년, 끌레마)

## 역대 선거 결과
|  | 24.54% |

|  | 16.85% |

|  | 42.89% |

|  | 45.01% |